# Soure Airport
Soure Airport är en flygplats i Brasilien.   Den ligger i kommunen Soure och delstaten Pará, i den nordöstra delen av landet, 1 700 km norr om huvudstaden Brasília. Soure Airport ligger 10 meter över havet. Den ligger på ön Ilha de Marajó.
Terrängen runt Soure Airport är mycket platt. Havet är nära Soure Airport åt sydost. Närmaste större samhälle är Soure, 2,2 km söder om Soure Airport.